# Правительство Таджикистана
Правительство Таджикистана (тадж. Ҳукумати Ҷумҳурии Тоҷикистон) — высший исполнительный орган государственной власти Таджикистана. В соответствии со статьей 64 Конституции Таджикистана главой правительства является Президент Республики Таджикистан. В соответствии со статьей 6 Конституционного закона Республики Таджикистан «О Правительстве Республики Таджикистан» структура правительства состоит из министерств и государственных комитетов Республики Таджикистан.
В соответствии со статьей 73 Конституции в состав правительства входят: премьер-министр, его первый заместитель и заместители, министры, председатели государственных комитетов.
В соответствии со статьей 69 Конституции премьер-министр и другие члены правительства назначаются и освобождаются президентом и утверждаются Высшим Собранием Таджикистана.
В результате административной реформы 2013 года уточнён статус и распределение функций между министерствами и агентствами. Кроме того, республиканские органы исполнительной власти разделены на находящиеся в ведении президента (так называемые силовые ведомства) и на находящиеся в ведении правительства.

## Состав
| Министерство                                                                                | Министр                          |
| ------------------------------------------------------------------------------------------- | -------------------------------- |
| Премьер-министр                                                                             | Расулзада, Кохир                 |
| Первый заместитель премьер-министра                                                         | Холикзода, Хоким Хикматулло      |
| Заместитель премьер-министра                                                                | Зиёзода, Сулаймон Ризои          |
| Заместитель премьер-министра                                                                | Мансури, Дилрабо Саидулло        |
| Заместитель премьер-министра                                                                | Усмонзода, Усмонали Юнусали      |
| Министерство юстиции Таджикистана                                                           | Ашуриён, Музаффар Курбонмухаммад |
| Министерство сельского хозяйства Таджикистана                                               | Хакимзода, Курбон                |
| Министерство внутренних дел Таджикистана                                                    | Рахимзода, Рамазон Хамро         |
| Министерство иностранных дел Таджикистана                                                   | Мухриддин, Сироджиддин           |
| Министерство образования и науки Таджикистана                                               | Саидзода, Рахим Хамро            |
| Министерство труда, миграции и занятости населения Таджикистана                             | Хасанзода, Гулнора Кенджа        |
| Министерство финансов Таджикистана                                                          | Каххорзода, Файзиддин Саттор     |
| Министерство обороны Таджикистана                                                           | Мирзо, Шерали                    |
| Министерство транспорта Таджикистана                                                        | Иброхим, Азим                    |
| Министерство промышленности и новых технологий Таджикистана                                 | Кабир, Шерали                    |
| Министерство здравоохранения и социальной защиты населения Таджикистана                     | Абдуллозода, Джамолиддин         |
| Министерство культуры Таджикистана                                                          | Сатториён, Матлубахон Амонзода   |
| Министерство энергетики и водных ресурсов Таджикистана                                      | Джума, Далер Шофакир             |
| Министерство экономического развития и торговли Таджикистана                                | Завкизода, Завки Амин            |
| Государственный комитет национальной безопасности Таджикистана                              | Ятимов, Саймумин Сатторович      |
| Государственный комитет по землеустройству и геодезии Таджикистана                          | Ходжазода, Ориф Ашури            |
| Государственный комитет по инвестициям и управлению государственным имуществом Таджикистана | Рахимзода, Султон Нурмахмадпур   |